# Akamprosat

Akamprosat

Akamprosat, som i Sverige säljs med namnet Campral eller Aotal, är ett läkemedel mot alkoholberoende.
Akamprosat har i flera kliniska studier visat sig minska frekvensen återfall i alkoholmissbruk hos beroende individer. Det tros utöva sin effekt i första hand genom att modulera GABA-, glutamatsystemet och strykninsensitiva glycin-receptorer.
NMDA-receptorer är överaktiverad vid långvarig alkoholkonsumtion, vilket i sin tur minskar glutamatöverföringen och ökar GABA-aktiviteten. Akamprosat tros återställa denna balans. Läkemedlet ger ingen Antabus-liknande reaktion om man ändå skulle dricka alkohol med läkemedlet i kroppen. Eventuella biverkningar är i allmänhet lätta och övergående.